# Caesarcijfer

Rot3

Het Caesarcijfer is een klassieke substitutieversleuteling. Het cijfer, de versleuteling, is naar Julius Caesar genoemd, die het geheimschrift gebruikte. Het is bekend onder verscheidene namen waaronder Caesarrotatie, of kortweg Rot. Het Caesarcijfer is een handcijfer.
De versleuteling werkt door alle letters van het te versturen bericht, van de  klare tekst, door een vooraf vastgestelde rotatie of verschuiving te vervangen, steeds op dezelfde manier. Bij Rot3, een rotatie van drie, wordt de letter A door de letter D vervangen, zoals in de figuur.
Het bekendste voorbeeld is Rot13, versleutelen en ontsleutelen zijn daarbij hetzelfde. Zoals alle versleutelingen waarbij alle letters in de klare tekst op dezelfde manier worden versleuteld bieden de Caesarrotaties geen enkele bescherming tegen cryptoanalyse. Meer complexe versleutelingen, zoals het Vigenèrecijfer, zijn deels gebaseerd op hetzelfde principe.

## Geschiedenis
Suetonius vermeldde het gebruik van het cijfer door zowel Julius Caesar als door Augustus.
Julius Caesar gebruikte geheimschrift om met zijn veldheren te communiceren, maar het is bekend dat hij ingewikkelder methodes gebruikte. Over de effectiviteit van de versleuteling wordt getwijfeld, men vermoedt dat het, gezien de ongeletterdheid van de vijanden van Caesar, toentertijd voldoende veilig was. De methode is tot het begin van de twintigste eeuw bij bepaalde onderdelen van het leger in gebruik geweest.

## Voorbeeld
Het is gebruikelijk om bij de versleuteling gebruik te maken van twee alfabetten. Een regulier en een met rotatie daarin. Als er bijvoorbeeld voor een rotatie van 23, voor Rot23, wordt gekozen:
Hierna vervangt men de letters van de klare tekst door de letter die eronder staat in de tabel. Zodoende wordt de geheime boodschap:
De methode kan ook door middel van modulair rekenen worden weergegeven. Hiervoor dient men de letter te vervangen door de oplopende getallen van 0 tot en met 25. Hierna kan de volgende formule worden gebruikt waarbij x de letter in de klare tekst is en n de gekozen rotatie. 

Voor versleuteling:
{\displaystyle E_{n}(x)=(x+n)\mod {26}}.
en voor ontsleuteling:
{\displaystyle D_{n}(x)=(x-n)\mod {26}}.

## Het breken
Het breken van een met een Caesarcijfer versleuteld bericht is met een computer geen kunst aangezien er vijfentwintig mogelijkheden zijn, maar voordat er computers waren, waren Caesarrotaties ook al voor frequentieanalyse kwetsbaar.

## Rot13
Versleutelen en ontsleutelen is in Rot 13 hetzelfde.
 A B C D E F G H I J K L M 

 N O P Q R S T U V W X Y Z

## Wetenswaardigheden
- De letters van IBM staan in de naam van de levensbedreigende computer HAL 9000 in het door Stanley Kubrick verfilmde boek 2001: A Space Odyssey van Arthur C. Clarke een plaats verschoven.
- De laatste zaalshow van de cabaretgroep Neerlands Hoop was getiteld: Offsmboet Ippq Dpef, Rot1 voor Neerlands Hoop Code

ADFGX · Autoclave · Atbash · Baconalfabet · Bifid · Caesarcijfer · Dubbele transpositie · One-time pad · Paardensprongcijfer · Playfair · Polybiusvierkant · Rozenkruisersgeheimschrift · Scytale · Straddling checkerboard · Substitutie · Transpositie · Trifid · Vigenère